# Хаммам-Лиф
Хаммам-Лиф (араб. حمام الأنف‎) — город в Тунисе.

## География
Хаммам-Лиф находится на средиземноморском побережье Туниса, в 16 километрах к юго-востоку от его столицы. Крупный туристический и курортный центр. Над городом возвышается гора Бу-Корнин высотой в 576 м над уровнем моря. Хаммам-Лиф входит в состав вилайета Бен-Арус.

## История
Хаммам-Лиф был известен ещё во времена, когда нынешним тунисским побережьем владели карфагеняне. Тогда он носил название «Немо». Ещё в древнеримские времена здесь существовал морской курорт. В 1883 году французский капитан Эрнест де Прюдом открыл в Хаммам-Лифе развалины античной синагоги, относящиеся к III—V столетиям н. э. В городе также сохранились руины древнеримских терм, возведённых Юлием Персием.
Значение Хаммам-Лифа возросло в XVIII веке, когда он был расширен 4-м тунисским беем Али II, выстроившим здесь свою резиденцию. В конце XIX столетия город, как и весь Тунис, вошёл в состав Французской колониальной империи. Во время Второй мировой войны он с ноября 1942 по май 1943 года был оккупирован немецкими и итальянскими войсками. В 1956 году вошёл в состав независимой Тунисской республики.